# Владислав Варненчик (район)
Вижте пояснителната страница за други значения на Владислав Варненчик.
„Владислав Варненчик“ е район на Община Варна.
Създаден е от Народното събрание със Закона за териториалното деление на Столичната община и големите градове. Има население от около 43 000 души, което е с 4000 по-малко от предното преброяване.
Разположен е в подножието на Франгенското плато на мястото на селището Пашакьой, основано от тракийски бежанци, които бягат в свободна Южна Добруджа заради решенията на Берлинския договор. Селото след 1934 г. е преименувано на Владиславово в чест на крал Владислав III Ягело, който на това място дава живота си за свободата на България. По-късно се разраства и между него и Варна са построени 2 големи жилищни комплекса – „Владислав Варненчик“ и „Кайсиева градина“.
Районът има 2 квартала (с общ пощенски код 9023):
- „Владиславово“ – с микрорайони „Владислав Варненчик I“ (блокове с номера от 1), „Владислав Варненчик III“ (блокове с номера, започващи с 3хх), „Владислав Варненчик IV“ (блокове с номера, започващи с 4хх);
- „Кайсиева градина“ (блоковете са построени върху поле с изсечена кайсиева градина) – микрорайон „Владислав Варненчик II“ (блокове с номера, започващи с 2хх);

и няколко местности / вилни зони:
- Върбанова тумба
- Балъм дере
- Ментеше
- Терасите
- Атанас Тарла
- Узун Давлам

На бул. „Янош Хунияди“ се намира Парк-музей „Владислав Варненчик“, където са изложени документални материали за походите и битката при Варна, картини и скулптури, рицарски доспехи и мечове, както и други оръжия, гербове и знамена. Днес в района работят над 300 търговски обекта, обекти за услуги и заведения за хранене и развлечения.
В североизточната част на района се намира депото за твърди отпадъци, сметище, наречено от Община Варна „Рекултивация на нарушен терен“. Струпаните в подножието на Франгата огромни маси пръст, бетон и др. строителни отпадъци създават опасност от сриване на свлачищния терен на района. Тежкотоварните камиони, извозващи отпадъците, рушат неукрепения път до сметището, разнасят кал, прах и пепел, създават условия за тежки произшествия.